# Filip Firbacher
Filip Firbacher (* 21. prosince 2001 Nový Bydžov) je český fotbalový útočník a bývalý mládežnický reprezentant. Od června 2025 je hráčem klubu SK Dynamo České Budějovice. 
Za pokus o ovlivnění sportovních výsledků byl Etickou komisí FAČR 25. ledna 2024 potrestán zákazem činnosti na třicet měsíců a pokutou 20 000 korun. Díky přednáškám a o match-fixingu mu byl trest následně zkrácen.

## Kariéra

### Mládežnické kategorie
Fotbal začal hrát Chlumci nad Cidlinou, nejprve jako brankář, později jako útočník. Patřil mezi tzv. Zlatou generaci Chlumeckého fotbalu, kde velmi silné ročníky 2000/2001 dokázaly vítězit ve všech krajských mládežnických soutěžích. Celostátní mládežnické soutěže začal hrát během hostování v RMSK Cidlina Nový Bydžov. V roce 2018 přestoupil do FC Hradec Králové. Odtud se dostal do mládežnických výběrů České reprezentace. Dvakrát byl na stáži v holandském Feyenoordu Rotterdam a také v anglickém Southamptonu. V roce 2018 ho deník The Guardian zařadil mezi 50 největších fotbalových světových talentů narozených v roce 2001. Tentýž rok si odbyl premiéru v A týmu FC Hradec Králové.

### FC Hradec Králové
Debut za A tým v soutěžním utkání prodělal 23. listopadu 2018, když v poslední minutě zápasu FNL na hřišti ve Znojmě nahradil Jiřího Mikera. Poprvé se objevil v základní sestavě Zdeňka Frťaly 7. dubna 2019 ve Vlašimi (0:0). První gól za A tým vstřelil 20. října 2019 ve Vlašimi.

### FC Sellier & Bellot Vlašim
Od 8. srpna 2020 přestoupil do FC Sellier & Bellot Vlašim, poprvé za tento tým nastoupil 26. srpna v Hradci Králové, když proti svému mateřskému klubu odehrál 66 minut a obdržel žlutou kartu. Zpočátku angažmá se objevoval pravidelně v základní sestavě FC Sellier & Bellot Vlašim, později byl nasazován na střídání. První branku za vlašimský klub si připsal 2. prosince 2020 na domácím hřišti proti Viktorii Žižkov. Po sezóně 2020-2021 se vrátil zpět do Hradce Králové.

### FC Hradec Králové „B“
Po návratu do FC Hradec Králové, kam se přesunul na hostování, zahájil přípravu v B-týmu, hrajícího Českou fotbalovou ligu sk. B, kde nakonec zůstal po celou podzimní část sezóny 2021-2022. Ve čtrnácti odehraných zápasech skóroval hned osmkrát a společně s Vojtěchem Hadaščokem a Jakubem Synkem se dělil o 2. místo v tabulce střelců.

### MFK Chrudim
Od 5. února 2022 hostoval v druholigové MFK Chrudim. Soutěžní premiéru v dresu MFK Chrudim si odbyl 26. února 2022 v zápase proti FC Sellier & Bellot Vlašim. V 19. a 24. minutě vstřelil své premiérové dvě branky v dresu Chrudimi. Celkově na jaře v dresu Chrudimi odehrál 15 zápasů, vstřelil 6 branek a obdržel dvě žluté karty. Chrudim o jeho služby projevila zájem i na podzim a po dohodě s Hradcem se tam opět přesunul. Tentokrát takovou minutáž jako na jaře nedostával. Přesto opět odehrál šestnáct zápasů a vstřelil šest branek. I díky tomu se po podzimu stal nejlepším střelcem Chrudimi. Na jaře se jeho herní vytíženost smrskla na minimum. V posledních třech z pěti duelů dokonce proseděl jen na lavičce. I přes malé vytížení dokázal vstřelit dvě branky a společně s Janem Záviškou byli nejlepšími střelci Chrudimi v druhé lize.

### FK Varnsdorf
Na začátku sezóny Filip odešel na hostování na sever Čech do FK Varnsdorf. Svůj debut si odbyl v utkání 1. kola Fortuna Národní Ligy proti rezervě Sigmy Olomouc, když odehrál posledních 26 minut zápasu. Svůj první gól v dresu nového celku vstřelil svému bývalému celku z Vlašimi, když v 77. minutě poslal svůj tým do vedení 3:2. Zápas nakonec skončil remízou 3:3. V dalším kole pak vstřelil dva góly pražské Dukle a poté jeden gól B-týmu Sparty. Bohužel jeho branky na Julisce k bodům nevedly a jeho branka proti Spartě stačila pouze na bod. Do konce podzimu pak vstřelil dvě branky Chrudimi a jednu branku Jihlavě. Shodou okolností oba zápasy skončily remízou 3:3. Na podzim tedy skončil se sedmi brankami jako nejlepší střelec Varnsdorfu.

### Kauza s ovlivněním zápasu
Na konci podzimu vynechal poslední tři mistrovské zápasy svého celku. Vyšlo totiž najevo, že spolu s Javierem Nerudou se měli v říjnu 2021 snažit ovlivnit pár účastníků zápasu SK Rakovník s Motorletem Praha na popud Michala Hladíka. Oslovení hráči se však ovlivnit nedali a navíc celou věc nahlásili. Etická komise FAČR po nějaké době, konkrétně 25. ledna vynesla tresty pro všechny aktéry celé kauzy. Filip dostal pokutu 20 tisíc Kč a navíc mu byla pozastavená činnost na 30 měsíců. Den po vynesení rozsudku s ním Varnsdorf rozvázal dohodu o hostování.
Díky přednáškám a o match-fixingu mu byl trest následně zkrácen.

### KS Karkonosze Jelenia Góra
Po verdiktu Etické komise FAČR si hledal nový celek v zahraničí. Poté co se nedohodl na přestupu do 2. čínské ligy odešel do polského celku KS Karkonosze Jelenia Góra, který hraje čtvrtou nejvyšší soutěž v Polsku.

### Návrat k fotbalu
Po návratu k profesionálnímu fotbalu podepsal smlouvu s druholigovým klubem FK Varnsdorf, kde již předtím působil. V lednu 2025 přestoupil do prvoligového klubu FC Hradec Králové. Následně byl znovu poslán na hostování do zmíněného Varnsdorfu.

### SK Dynamo České Budějovice
V červnu roku 2025 odešel na půlroční hostování s opcí do jihočeského klubu SK Dynamo České Budějovice. Jihočeský celek v předchozí sezoně spadl do druhé ligy.

## Reprezentace
V kategorii U-15 nastoupil poprvé dne 8. března 2016 v zápase proti Kypru (0:3). První reprezentační gól vstřelil 7. března 2017, kdy v kategorii U-16 v přátelském zápase proti Švýcarsku hraném v Roudnici nad Labem vyrovnával na konečných 1:1. Celkově nastoupil v dresu České reprezentace k 52 mezinárodním zápasům a vstřelil 19 branek. Svoji poslední branku vstřelil 18. února 2020 z penalty v prvním zápase proti Skotsku v kategorii U-19. O dva dny později si pak připsal proti stejnému soupeři i doposud poslední reprezentační zápas v kategorii U-19. Na konci sezóny 2020/21 byl nominován do přípravného kempu reprezentace U-20. Svůj debut v reprezentaci U-20 si odbyl 24. března 2022 v duelu s Portugalskem (0:3), kde nahradil v 65. minutě Antonína Svobodu. O čtyři dny později pak v utkání s Polskem vstřelil v 60. minutě zápasu svůj premiérový gól v dresu U-20, když upravil skóre na konečných 2:0.